# 今井信子
今井 信子（いまい のぶこ、1943年3月18日 - ）は、日本のヴィオラ奏者。水戸室内管弦楽団メンバー。1983年から2003年までドイツ国立デトモルト音楽大学の教授を務め、現在はジュネーヴ音楽院とアムステルダム音楽院の教授を務めながら、各国で演奏活動を行っている。1988年以来、アンドレア・グァルネリ（1690年製作）を弾いている。

## 略歴
東京都生まれ。6歳でヴァイオリンを始める。桐朋学園大学で室内楽を齋藤秀雄に師事する。
1964年、桐朋学園オーケストラのアメリカ・ツアーでコンサートミストレスを務め、そのままアメリカに残り、タングルウッド音楽祭で小澤征爾指揮ボストン響のリヒャルト・シュトラウスの『ドン・キホーテ』を聴いたことをきっかけにヴィオラに転向する。
1965年、イェール大学大学院に入学。1966年、ジュリアード音楽院に移り、ワルター・トランプラーにヴィオラを師事する。1967年にミュンヘン国際音楽コンクール、1968年にジュネーブ国際音楽コンクールで最高位に入賞。
1973年から1978年までフェルメール弦楽四重奏団のメンバーとして活動しながら、北イリノイ大学の助教授として教鞭をとる。
1978年にヨーロッパに渡り、ソリストとして活動を行う一方、デトモルト音楽大学の教授として2003年まで、その後アムステルダム音楽院、ジュネーヴ音楽院及びシオン（スイス）のConservatoire Supérieur et Académie de Musique Tibor Vargaの教授として教育を続ける。
1992年からは東京で教育的音楽祭「ヴィオラスペース」を開催するなど後進の指導にも熱心に取り組み、2009年からは東京国際ヴィオラコンクールの審査委員長を務める。

## 受賞歴
- 1970年、西ドイツ音楽功労賞
- 1993年、エイボン女性芸術賞、文化庁芸術選奨文部大臣賞
- 1994年、京都音楽賞
- 1995年、モービル音楽賞
- 1996年、毎日芸術賞、サントリー音楽賞
- 2013年、旭日小綬章[1]
- 2024年度、朝日賞

## レパートリー
彼女のために書かれた武満徹のヴィオラ協奏曲『ア・ストリング・アラウンド・オータム』、『鳥が道に降りてきた』（ヴィオラとピアノ）など多くの現代曲を初演したほか、バッハの無伴奏チェロ組曲全曲をヴィオラで録音するなど、他の器楽からの編曲作品も積極的に演奏し、ヴィオラのレパートリー開拓に大きく貢献している。

## 著書
『憧れ　ヴィオラとともに』春秋社、2007年 ISBN 978-4-393-93475-3